# Bolivarianska revolutionen
Den “Bolivarianska revolutionen” är det namn Hugo Chávez använde för sitt socialistiska reformprojekt av Latinamerika, med början i det land där han själv var president, Venezuela. Den "bolivarianska revolutionen" är uppkallad efter Simón Bolívar, en Sydamerikansk revolutionär från nuvarande Venezuela, som spelade en framträdande roll i befrielsekrigen mot Spanien. Chávez menade att målet för den "Bolivarianska revolutionen" är att införa "2000-talets socialism" (Socialismo del siglo XXI).